# Palazzo Ceriana
Palazzo Ceriana è uno storico edificio signorile presso la centrale Piazza Solferino di Torino, al n. 11, angolo Via Arcivescovado, voluto dalla ricca famiglia torinese dei Ceriana, banchieri ed industriali della seta.
È considerato uno dei più nobili palazzi torinesi, costruito tra il 1870-1878, ad opera di Carlo Ceppi, architetto di stile classico.
Dal 1940 sino all'anno 1980 è stato sede della Direzione Generale delle cartiere Burgo.
Nel 2003 il palazzo è stato acquistato dalla famiglia Giubergia diventando l'attuale sede della società Ersel, storica boutique finanziaria torinese specializzata nella gestione di grandi patrimoni.
Un altro quasi omonimo palazzo fu voluto dal ramo Ceriana-Mayneri nel 1884, non molto lontano e sempre ad opera di Ceppi, in corso Stati Uniti al civico 27; oggi tale edificio ospita la sede amministrativa del Circolo della Stampa.